# Аганур
Агану́р (рос. Аганур, марій. Аганур) — присілок у складі Куженерського району Марій Ел, Росія. Входить до складу Русько-Шойського сільського поселення.

## Населення
Населення — 164 особи (2010; 189 у 2002).
Національний склад (станом на 2002 рік):
- марі — 98 %